# Napaea orpheus
Napaea orpheus är en fjärilsart som beskrevs av John Obadiah Westwood 1851. Napaea orpheus ingår i släktet Napaea och familjen Riodinidae. Inga underarter finns listade i Catalogue of Life.